# Ray Giroux
Raymond Giroux (North Bay, 20 luglio 1976) è un hockeista su ghiaccio canadese, gioca nel ruolo di difensore. Vanta presenze in NHL, AHL e KHL.

## Carriera
Dopo aver disputato alcune stagioni nelle serie minori giovanili dell'Ontario Giroux nel Draft 1994 fu scelto all'ottavo giro dai Philadelphia Flyers. Nelle quattro stagioni successive studio presso la Università di Yale, militando nella ECAC Hockey. Si impose come principale difensore della squadra, conquistando all'ultimo anno alcuni trofei individuali, incluso quello di giocatore dell'anno.
Una volta conclusi gli studi esordì nel mondo professionistico, tuttavia non a Philadelphia, ma presso l'organizzazione dei New York Islanders, giocando la maggior parte dei due anni successivi in AHL con i Lowell Lock Devils. Dopo una stagione trascorsa in Scandinavia fra Elitserien e SM-liiga Giroux giocò un altro anno con gli Islanders, arrivando in finale di Calder Cup con i Bridgeport Sound Tigers.
Dal 2002 al 2004 fece parte dell'organizzazione dei New Jersey Devils, senza però avere la possibilità di conquistare la Stanley Cup 2003; trascorse infatti la maggior parte del tempo in AHL con gli Albany River Rats. Nella stagione 2004-05, dopo essere stato acquisito dai Minnesota Wild, a causa del lockout giocò l'intera stagione con la formazione affiliata degli Houston Aeros.
Nel 2005 si trasferì in Russia presso l'Ak Bars Kazan', conquistando in tre stagioni un titolo nazionale e due trofei internazionali, l'European Champions Cup e la Continental Cup. In totale nelle tre stagioni a Kazan' Giroux disputò 192 incontri di campionato, con 43 reti e 73 assist. Dal 2008 al 2010, nelle prime due stagioni di vita della KHL, giocò invece per lo SKA San Pietroburgo.
Dal 2010 al 2012 vestì invece la maglia di un'altra compagine russa, quella del Traktor Čeljabinsk. Nell'estate del 2012, nonostante un altro anno di contratto previsto fu liberato dalla squadra diventando un free-agent.
Dopo alcuni mesi di inattività il 4 febbraio 2013 fu ingaggiato in Svizzera dall'HC Ambrì-Piotta, sottoscrivendo un accordo valido fino al termine della stagione. Al termine della stagione fece ritorno in Russia accordandosi con il Metallurg Novokuzneck.

## Palmarès

### Club
- Superliga: 1

Kazan': 2005-2006
- IIHF European Champions Cup: 1

Kazan': 2007
- IIHF Continental Cup: 1

Kazan': 2007-2008

### Individuale
- ECAC First All-Star Team: 1

1997-1998
- ECAC Player of the Year: 1

1997-1998
- AHL All-Star Classic: 3

2000, 2002, 2003
- KHL All-Star Game: 1

2009